# Калаверас (округ)
Калаве́рас (Calaveras) — округ, расположенный в штате Калифорния, США. Административный центр округа — город Сан-Андреас.

## История
Округ Калаверас был образован 18 февраля 1850 года. Своё имя округ получил по названию реки Калаверас.

## География
По данным Бюро переписи населения США, округ имеет общую площадь в 2685,4 км², из которых 2641,9 км² занимает суша, а 44,0 км² водная поверхность.

## Демография

### 2010
По переписи 2010 года население округа составляло 45 578 человек.

### 2000
По переписи 2010 года население округа составляло 40 554 человек с плотностью населения — 15 человек на км².
В местности насчитывалось 16 469 семей, из которых 11 742 семьи проживали непосредственно в округе. .
Расовый состав:
- белые — 91,19 %,
- чёрные — 0,75 %,
- коренные американцы — 1,74 %,
- азиаты — 0,85 %,
- другие расы — 2,07 %,
- две и более рас 3,31 %.

Национальный состав:
- немцы — 15,7 %,
- англичане — 13,0 %,
- ирландцы — 10,7 %,
- итальянцы — 7,4 %.

94,5 % жителей — англоговорящие, 4,0 % — испаноговорящие и пр.
26,7 % семей имели детей в возрасте до 18 лет. 58,9 % состояли в брачном союзе. 8,6 % женщин проживало без мужей. 28,7 % жителей не имели семью.
Средний размер домохозяйства составлял 2,44 человека, средний размер семьи — 2,85.
Средний доход на домохозяйство составлял 41 022 доллара, а средний доход на семью — 47 379 долларов. Мужчины имели средний доход в 41 827 долларов, женщины — 28 108 долларов. Доход на душу населения 21 420 долларов. 8,7 % семей или 11,8 % населения находились за чертой бедности, в том числе 15,6 % из них моложе 18 лет и 6,2 % — от 65 лет и старше.
Возрастной состав:
- до 18 лет — 22,8 %,
- от 18 до 24 лет — 5,5 %,
- от 25 до 44 лет — 22,4 %,
- от 45 до 64 лет — 31,1 %,
- от 65 лет и старше — 18,2 %.

Средний возраст составлял 45 лет. На каждые 100 женщин приходилось 98,5 мужчин. На каждые 100 женщин в возрасте от 18 лет и старше приходится 95,7 мужчин.

## Транспортная инфраструктура

### Главные автомагистрали
- State Route 4
- State Route 12
- State Route 26
- State Route 49

### Аэропорт
Калаверасский окружной аэропорт является главным аэропортом, расположенный к юго-востоку от Сан-Андреас.